# Bernard-René de Launay

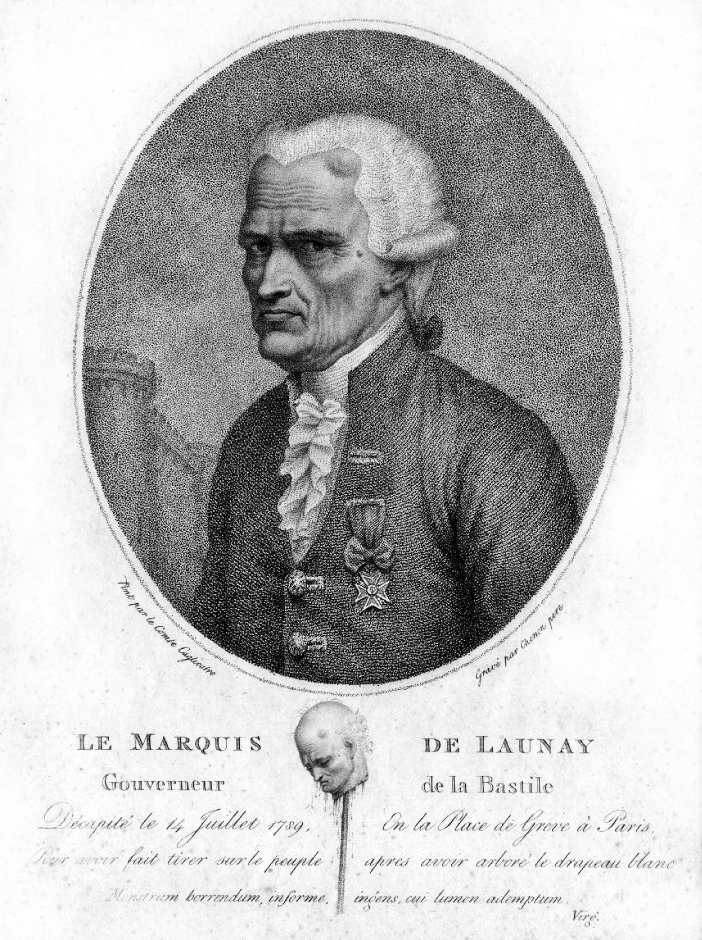
Bernard-René de Launay

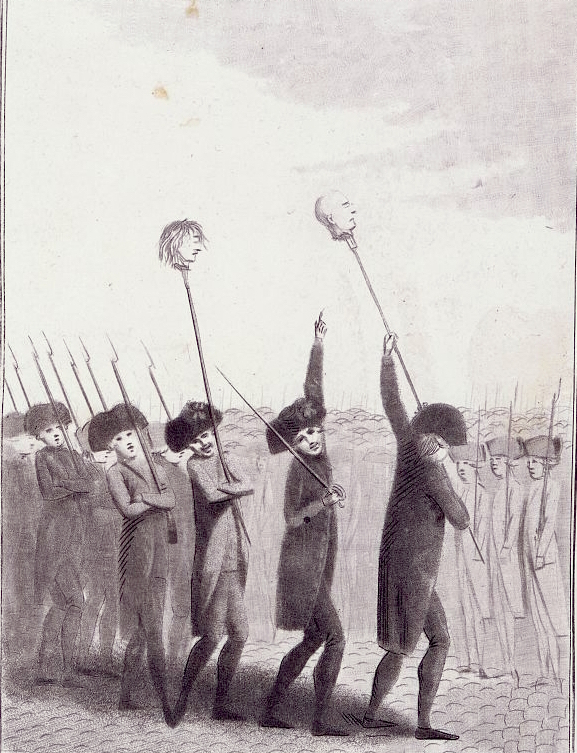
De hoofden van Launay en Jacques de Flesselles worden door de straten van Parijs gedragen

Bernard-René Jourdan, markies de Launay (1740-1789) was de directeur van de beroemde Franse gevangenis de Bastille.
De markies de Launay werd in de Bastille geboren en zijn vader was de vorige directeur van de Bastille. Op zijn achtste trad hij toe tot de koninklijke musketiers. In 1776 volgde hij zijn vader op. Op 19 december 1778 werd hem verweten de kanonnen in de Bastille niet te laten vuren, ter ere van de geboorte van Marie Thérèse Charlotte van Frankrijk, omdat hij geen orders daartoe ontvangen had.

## De Franse Revolutie
In tegenstelling tot Sombreuil, directeur van Hôtel des Invalides, weigerde Launay in te gaan op de eisen van de revolutionairen die wapens en buskruit kwamen veroveren. Anderzijds wilde hij ook niet op de massa laten schieten. Er kwam geen steun van buitenaf, wat de verdedigers van de Bastille in een onmogelijke positie bracht. Launay probeerde te onderhandelen, maar toen de revolutionairen de kettingen van de ophaalbrug vernielden, liet hij toch vuren. Er sneuvelden toen honderd mensen uit de massa, gedurende een vier uur durende beschieting. Launay bleef onderhandelen, om zijn soldaten vrije aftocht te bezorgen. Hoewel de onderhandelingen geen resultaat opleverden, capituleerde Launay toch.
Hij werd bij de Bestorming van de Bastille geslagen en met bajonetten vermoord. De man die uiteindelijk zijn hoofd eraf hakte, was de slager Mathieu Jouve Jourdan. Ze staken zijn hoofd op een lans en liepen ermee als een trofee door de straten van Parijs en zou eindigen als tentoonstelling object in de tuinen van de Palais-Royal.